# エルフリーダ・アンドレー
エルフリーダ・アンドレー（Elfrida Andrée, 1841年2月19日 ヴィスビュー – 1929年1月11日 ヨーテボリ）は、スウェーデンの女性オルガニスト・作曲家・指揮者。
父親は医者のアンドレアス・アンドレー、姉はオペラ歌手のフレーゼリカ・ステーンハマル。ルードヴィグ・ヌールマンとニルス・ゲーゼに師事。スウェーデンにおける女性解放運動の活動家であり、スカンジナビア諸国で女性として最初に公式の大聖堂正オルガニスト sv:Domkyrkoorganistに就任した。1861年にストックホルムで音楽活動を開始し、1861年にはヨーテボリ大聖堂のオルガニストに就任する。長年の貢献に対して、スウェーデン王立音楽院の一員に迎えられた。
アンドレー作品では、オルガン交響曲が今でも上演されている。その他の作品としては、セルマ・ラーゲルレーヴの台本による歌劇《フリチョフの神話》（1899年）や、4つの交響曲を含むいくつかの管弦楽曲、《ピアノ四重奏曲 イ短調》（1870年）、《ピアノ五重奏曲 ホ短調》（1865年出版）、《ピアノ三重奏曲 ト短調》（1887年）、《ピアノ三重奏曲（遺作）ハ短調》、《弦楽四重奏曲 ニ短調》（1861年）、《弦楽四重奏曲 イ長調》、《ヴァイオリン・ソナタ 変ホ長調》《ヴァイオリン・ソナタ 変ロ長調》、《スウェーデン・ミサ曲（Svensk Mässa）》、歌曲が挙げられる。

## 関連書籍
- Eva Öhrström, Elfrida Andrée : ett levnadsöde Stockholm: Prisma, 1999. ISBN 91-518-3488-X.